# Phyllocnistis citrella
Phyllocnistis citrella é uma espécie de pequenas mariposas pertencente à família Gracillariidae, cujas lagartas são conhecidas como minadoras das folhas de pés-de-laranja bem como algumas outras variedades de citrus. A autoridade científica que descreveu a espécie foi Henry Tibbats Stainton, tendo sido descrita no ano de 1856, através de espécimes coletados na India. Trata-se hoje de uma espécie bem distribuída como invasora, presente tanto no território português quanto no Brasil. Na natureza, atacam normalmente árvores da família Rutacea, dentre outras.
As mariposas adultas de Phyllocnistis citrella medem cerca de 2,0 mm de comprimento por 4,0 mm de envergadura com as asas abertas. Suas asas anteriores apresentam escamas de coloração branca-prateada, brilhantes, plumosas e com manchas dispostas longitudinal e transversalmente. As lagartas são amarelo-claras, com os segmentos abdominais mais largos na porção mediana . 
No Brasil, foi registrada pela primeira vez em 1996, desde então destacando-se como uma importante praga de cultura de citros. As lagartas atacam as folhas novas, abrindo galerias em serpentina, atrofiando o tecido foliar, que assume uma coloração prateada. 
Tem sido alvo de estudos e combate por meio de Controle Biológico, principalmente pela aplicação da vespa Ageniaspis citricola , um microhimenóptero da família Encyrtidae, que foi importado da India. Chegam a eliminar cerca de 95% das lagartas minadoras, como parasitoides de larvas.